# شهرستان ایمیشلی

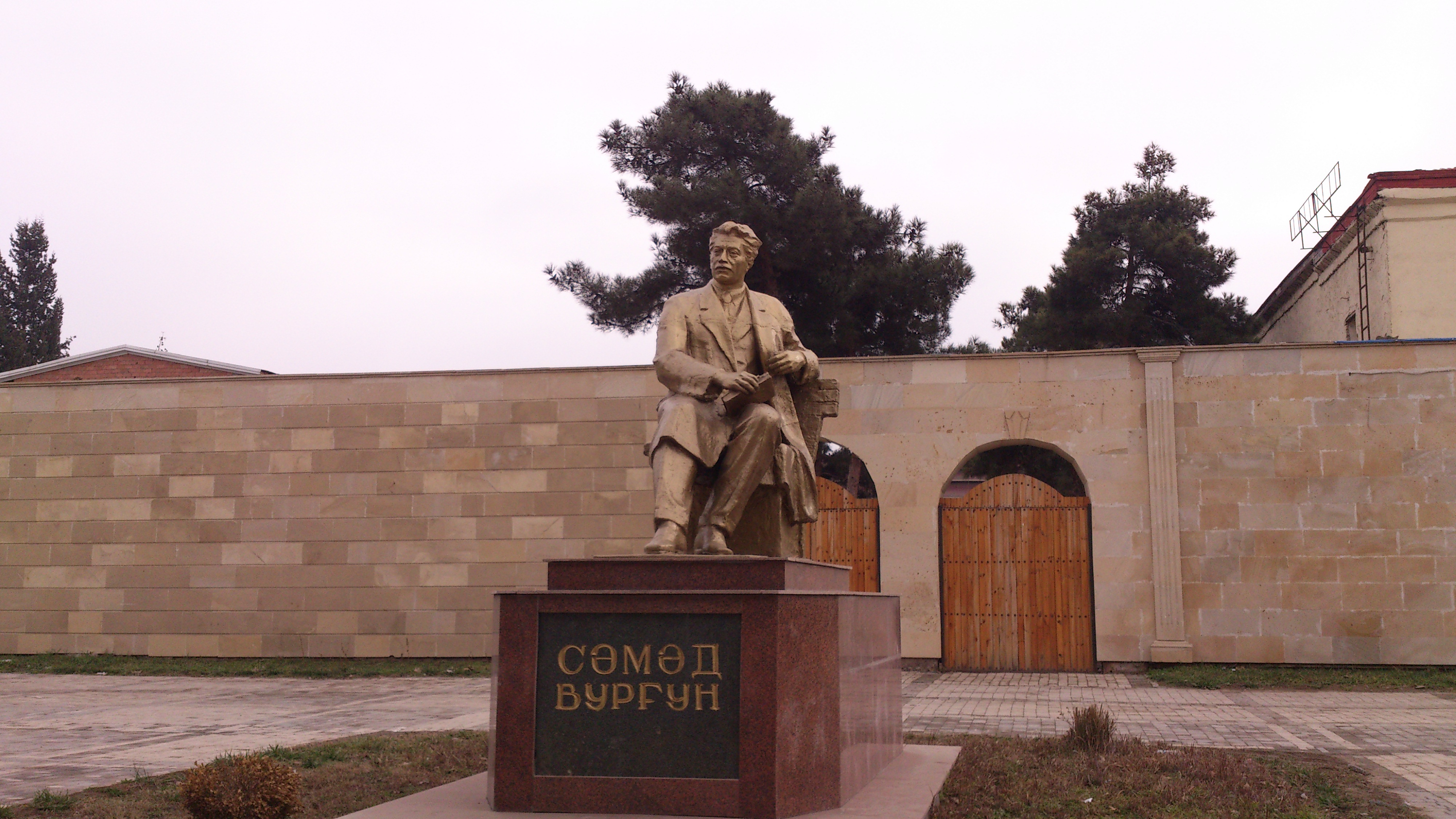
ایمیشلی
(به لاتین: İmişli) نام بخشی در جنوب جمهوری آذربایجان و در کرانه شمالی رود ارس است که دارای مرز مشترک با ایران می‌باشد. این بخش ۱۸۶۲ کیلومتر مربع وسعت دارد و جمعیتی بالغ بر ۱۱۰۰۰۰ نفر دارد. دارای منابع نفتی و تأسیسات نفتی است. همچنین دارای صنایع کشاورزی از قبیل کارخانه قند می‌باشد.